# South Park: Poszt-Covid különkiadás - A Covid visszatér
A South Park: Poszt Covid különkiadás - A Covid visszatér a South Park című amerikai animációs sorozat 311. része (a 24. évad 4. epizódja). Akárcsak az évad többi epizódja, ez is egy óra hosszúságú különkiadás, melyet Trey Parker írt és rendezett. Az előző, "Poszt-Covid különkiadás" epizód közvetlen folytatása. 2021. december 16-án mutatták be a Paramount+ streamingszolgáltatásban. Magyarországon három évvel később, 2024. október 7-én mutatta be a SkyShowtime.
Ebben a részben Stan, Kyle, és barátaik szeretnék működésbe hozni Kenny időgépét, hogy megakadályozzák a járvány kirobbanását, miközben Cartman azon van, hogy megállítsa ezirányú törekvéseiket. Az epizódban számtalan utalás van a Szárnyas fejvadász című filmre.

## Cselekmény
Stan Marsh visszaemlékszik az utolsó tanítási napjukra a járvány kitörése előtt, amikor egyik osztálytársukat, Heather Williamst azon kapták, hogy szellentett, és erre hivatkozással akartak VIP-jegyeket szerezni a Denver Nuggets következő meccsére. Majd ezt követően családjuk tragédiájára: hogy felgyújtotta a Böcsület Farmot, hogy nővére, Shelley meghalt a tűzben, az anyja, Sharon pedig öngyilkos lett.
South Park a jövőben, közel 40 évvel a járvány kitörése után most újra karanténba van zárva. Randy, aki megszökött az idősek otthonából, magával cipeli a Böcsület Farmról megmaradt utolsó kannabisztövet, azt állítja, hogy majd ez fogja megmenteni az emberiséget. Az ápolók sarokba szorítják és elkapják, ám ekkor Token kel a védelmére, és elviszi őt Kenny laboratóriumába. A laborban Stan, Kyle, és barátaik próbálnak bejutni valahogy a számítógépbe, de ez lehetetlen, ugyanis vagy Kennynek, vagy az általa megjelölt barátjának, bizonyos Victor Kausznak a hangjelzésére van szükség. Az is kiderül, hogy az időutazáshoz alufóliasisakot kell viselni, de ahhoz a jövőben közel lehetetlen hozzájutni. Stan és Kyle elindulnak Victor után, Tweek és Craig pedig alufóliáért.
Az elmegyógyintézetben találják meg a keresett illetőt, akinek a neve valójában Victor Káosz. Mint kiderül, ő igazából Butters, aki a szülei halála után 16 évig maradt szobafogságban, és ettől megőrült. NFT-vel kezdett el kereskedni és átverni embereket, és emiatt zárták be. Butters megpróbálja őket is rávenni az NFT-vásárlásra, de az ápolók még idejében eltávolítják mindkettejüket. Mindhiába, mert végül megszökik és ámokfutásba kezd. Eközben a laborban lévők megpróbálják megtudni Randytől, hogy mikor utazott 2019-ben Kínába, de ő nem akar együttműködni: részben azért, mert a növekedésnek indult marihuánában látja a megoldást, és főleg azért, mert tudja jól, hogy ha meg is próbálnák változtatni a történelmet, annak minden kimenetelének végén közösülne a tobzoskával, ami kirobbantotta a járványt. Ha ez még nem lenne elég, további nehézségeket okoz, hogy Clyde továbbra sem hajlandó beoltatni magát, hiába próbálják rávenni.
A Cartman-család a templomba megy, ahol elbarikádozzák magukat, majd Cartman gyűlést hirdet, hogy megakadályozza az időutazást - ha nem törne ki a járvány, ő se találkozna soha a feleségével, és ezt nem tudná egyikük sem elviselni. Tweek és Craig a templomba mennek alufóliáért, ahol véletlenül elárulják a tervüket, ezért Cartman elfogja őket. Később meggyőzi Clyde-ot is, hogy csatlakozzon hozzá, majd Butterst is, aki kimossa az agyát a többieknek, NFT-vásárlásra bátorítva őket, majd ellopják az időgépet. A templomba viszik, ahol Cartman felfedi szándékát: vissza akar menni a múltba, hogy megölje Kyle-t, aki szerinte az egészért felelős. Ezalatt Stanék magukhoz térítik barátaikat. Wendy elárulja, hogy Kenny időgépe 2021 márciusára volt beállítva (az "Oltásügyi különkiadás" című epizód napjára), tehát nem a járvány kezdetére, mert azt lehetetlen megállítani: Randy valamennyi lehetséges valóságban közösülne a tobzoskával, arra viszont lehetőség nyílna, hogy a barátságuk ne menjen tönkre, ami ezen a napon romlott meg. A Böcsület Gandzsa sem volt különleges megoldás, az csak azért kellett neki, hogy legyen nála egy kis fű. Randy megbocsát Stannek a tetteiért, és odaajándékozza neki az utolsó palánta füvet.
Cartman épp arra készül, hogy visszaküldje Clyde-ot az időben, amikor megjelenik Stan és Kyle. Butterst az Amazon Alexáik segítségével semlegesítik. Cartman és Kyle összeverekednek, és csak Cartman felesége állítja meg őket, aki szívhez szóló beszédével lebeszéli őt a terv folytatásáról. Legkisebb fia azonban meghúzza a kart, és az időgép beindul. Clyde visszakerül 2021 márciusába, ahol is figyelmezteti saját magát arra, hogy soha ne oltassa be magát, majd az apja pisztolyát magához veszi, hogy megölje Stant és Kyle-t. Ám ekkor megérkezik a jövőből Stan, Kyle, valamint Cartman is, aki lelövi Clyde-ot.
A visszautazókban ekkor realizálódik, hogy bár Kyle nem halt meg, a jövő mégsem változott meg, ők pedig itt ragadtak. Stan rájön, hogy azon viszont, ahogy reagáltak a Covidra, tudnak változtatni. Megzsarolják Heather Williamst a szellentős képével, így elintézik, hogy gyerekkori énjeik elmehessenek a Denver Nuggets meccsére, ahol kibékülnek egymással. Randy megkapja a jövőbeli fiától a marihuánatövet, amit elültet, és különlegesen jó anyagot készít belőle, amit "Poszt-Covid Különkiadásnak" nevez el, és ingyen kezdi el osztogatni. A fű hatására a városlakók sokkal kedvesebbek és megértőbbek lesznek egymással. Ez megváltoztatja a jövőt is: Kyle-nak családja van, Stan a hadseregben szolgál a Marson, Sharon és Shelley életben vannak, Kenny Nobel-díjat kapott, mert kombinálta a sötét anyagot a mellimplantátumokkal, Jimmy híres humorista lett, aki immár szabadon viccelhet bármivel, Wendy felmelegítené a románcát Stannel, Butters nem őrült meg, hanem a Denny's Applebees Max üzletvezetője lett, Cartman hajléktalan alkoholista, Timmy pedig többé már nem kerekesszékhez kötött és beszélni is tud.

## Fordítás
- Ez a szócikk részben vagy egészben  a   South Park: Post Covid: The Return of Covid című angol Wikipédia-szócikk ezen változatának fordításán alapul.  Az eredeti cikk szerkesztőit annak laptörténete sorolja fel. Ez a jelzés csupán a megfogalmazás eredetét és a szerzői jogokat jelzi, nem szolgál a cikkben szereplő információk forrásmegjelöléseként.